# Hrebeneakî, Șîșakî
Hrebeneakî (în ucraineană Гребеняки) este un sat în comuna Koverdîna Balka din raionul Șîșakî, regiunea Poltava, Ucraina.

## Demografie
Componența lingvistică a localității Hrebeneakî
     Ucraineană (100%)
Conform recensământului din 2001, toată populația localității Hrebeneakî era vorbitoare de ucraineană (100%).